# Radomir Kovačević
Radomir Kovačević (* 20. März 1954 in Drvar; † 14. Juni 2006 in Belgrad) war ein jugoslawischer Judoka, der dreimal an Olympischen Spielen teilnahm. 1980 gewann er eine Bronzemedaille im Schwergewicht.
Der für Rakovica Belgrad startende Radomir Kovačević war 1973 jugoslawischer Junioreneuropameister im Schwergewicht. Bei den Judo-Weltmeisterschaften 1975 unterlag er im Halbfinale gegen den sowjetischen Judoka Sergei Nowikow, Kovačević belegte letztlich den fünften Platz. 1976 gewann Kovačević bei den Europameisterschaften die Bronzemedaille in der offenen Klasse. Bei den Olympischen Spielen 1976 in Montreal trat er sowohl im Schwergewicht als auch in der offenen Klasse an. Im Schwergewicht unterlag er im Viertelfinale gegen Nowikow und belegte den siebten Platz, in der offenen Klasse verlor er in der zweiten Runde gegen Schota Tschotschischwili, wie Nowikow ein Judoka aus der Sowjetunion.
1979 gewann Radomir Kovačević das Schwergewicht bei den Mittelmeerspielen in Split. Bei den Judo-Weltmeisterschaften 1979 in Paris unterlag er im Schwergewichts-Viertelfinale gegen den Franzosen Jean-Luc Rougé und belegte am Ende den fünften Platz. In der offenen Klasse unterlag er ebenfalls im Viertelfinale gegen den sowjetischen Judoka Witali Kusnetsow, den Kampf um die Bronzemedaille gewann Kovačević gegen den Belgier Robert Van de Walle. Beim olympischen Turnier 1980 in Moskau gewann er seine ersten beiden Kämpfe, unterlag dann aber im Viertelfinale der Schwergewichtsklasse gegen den Bulgaren Dimitar Saprjanow. Den Kampf um Bronze gewann Kovačević gegen den Nordkoreaner Kim Myong-gui.
Der jugoslawische Schwergewichtsmeister von 1983 und 1984 siegte bei den Olympischen Spielen 1984 in den ersten beiden Runden, im Halbfinale bezwang ihn der Japaner Hitoshi Saitō. In seinem letzten großen internationalen Kampf verlor er das Duell um die Bronzemedaille gegen den Kanadier Mark Berger.
Radomir Kovačević war Absolvent der japanischen Tōkai-Universität, nach seiner Karriere war er als Sportlehrer in den Vereinigten Staaten tätig. Im Alter von 52 Jahren starb er an einer Krebserkrankung.